# Pohl’n’Mayer
Pohl’n’Mayer war ein deutscher Verlag in Kaufbeuren in den Jahren 1977 bis 1990.

## Geschichte
Der Kleinverlag wurde 1977 von Kurt Pohl (* 1954) und Karl-Heinz Mayer (* 1955) gegründet. Er ging aus der Literaturzeitschrift Deutschheft (1972 bis 1977, 10 Ausgaben) hervor. Grundlage für das Verlagskonzept waren die zahlreichen Kontakte zur österreichischen Literaturszene und die freundschaftliche Verbundenheit zum MaroVerlag in Augsburg. Durch Benno Käsmayr gewannen die jungen Verleger Zugang zur amerikanischen und Hamburger Literaturszene. Pohl arbeitete bei Maro über Jahre als freier Mitarbeiter für Lektorat und Werbung, Mayer brachte die Verbindung zur Schwabinger Literaten- und Filmemacherszene ein. Pohl und Mayer verstanden sich – im besten Sinne – als Amateure des Literaturbetriebs. Das Programm bestand anfangs aus Protagonisten einer deutschen Popliteratur (Neon, Punk und der Start des legendären Ostbahn Kurti), später gelang es, den Italoamerikaner John Fante für eine Fangemeinde zu entdecken. 
1996 stieg Mayer aus dem gemeinsamen Projekt aus, das seitdem als Verlag Kurt Pohl weiter besteht und – neben der Förderung von Daniel Dubbe – an der sporadischen Edition von seltenen Texten wie von Otto Roeld (einem der verbrannten Dichter) und Delmore Schwartz (ein Vorläufer der Beat-Literatur) arbeitet.

## Wichtige Autoren und Bücher
- Richard L. Wagner: Neonschatten
- Christoph Derschau: Die Ufer der salzlosen Karibik
- Günter Brödl: Click Clack, Tempo City
- Kiev Stingl: Flacker in der Pfote
- Daniel Dubbe: Wilde Männer wenig Frauen, Bessere Tage, Hart auf hart
- John Fante: Warten auf Wunder, Unter Brüdern, Hau ab Bandini, Eine Braut für Dino Rossi
- Delmore Schwartz: Der Traum vom Leben
- Otto Roeld: Malenski auf der Tour (Reprint)